# Mark Sykes
Tatton Benvenuto Mark Sykes, 6° Baronet (16 de marzo de 1879 – 16 de febrero de 1919) fue un noble inglés, partícipe en el Acuerdo Sykes-Picot secreto de mayo de 1916 entre Gran Bretaña y Francia sobre una futura partición del Imperio otomano tras la Primera Guerra Mundial.

## Niñez
Hijo único de Sir Tatton Sykes, 5° Baronet, un noble hipocondriaco casado con Lady Sykes, treinta años más joven que él. Este difícil matrimonio se rompe debido a la afición desmesurada de Lady Sykes por el alcohol, la promiscuidad y sobre todo el juego. Esto reporta a Tatton Sykes grandes deudas contraídas por su mujer hasta que la situación le lleva a pedir públicamente el divorcio por medio de anuncios en la prensa para no hacer frente a las deudas de su cónyuge. Mark Sykes apenas cuenta con tres años.
Lady Sykes se convierte al catolicismo, y con ella el pequeño Mark de tres años, quien vive desde el divorcio de sus padres a medio camino entre el hogar materno en Londres y la propiedad nobiliaria familiar de su padre en Yorkshire. Con este entorno familiar Mark Sykes no es un buen estudiante, pero gracias a su padre, con quien viaja todos los inviernos, se convierte en un gran viajero. Visita el Mediterráneo, Egipto, el Caribe, India, México, EE. UU., Canadá, y sobre todo, Oriente Próximo, entonces dominado por el Imperio otomano.

## Juventud
A los 25 años consigue entrar en la universidad de Cambridge, y ya ha escrito 4 libros, dos parodias sobre los manuales militares y las revistas de la época; y otros dos libros de viajes, centrados ambos en Oriente Próximo y Medio: Dar-Ul-Islam (El hogar del Islam, 1904) y Five Turkish Provinces (Cinco Provincias Turcas, de fecha desconocida).
Se alista en el ejército británico durante la Segunda Guerra de las Guerras de los Bóer, si bien apenas ve algo de acción al pertenecer a un cuerpo de guardia. Viaja profusamente, sobre todo a Oriente Medio, lo que más tarde le valdrá el título de embajador honorario en Constantinopla.
Metido en política de la mano del partido conservador, consigue ser miembro del parlamento por el condado de "Hull Central" en 1912, tras dos intentos ajustados pero fracasados de hacerse con el cargo en otras tantas elecciones. Un año después hereda de su padre la baronía de Sledmere y las fincas de su familia paterna. Éste es el momento más dulce de la vida de Mark Sykes, quien por entonces lleva una vida apacible y ociosa de gran noble de Yorkshire, criando caballos de carreras y cumpliendo las obligaciones de la vida social. Contrajo matrimonio con Edith Gorst, también católica e hija del líder del partido conservador, Eldon Gorst. Fue un matrimonio feliz y tuvieron seis hijos.

## Primera Guerra Mundial

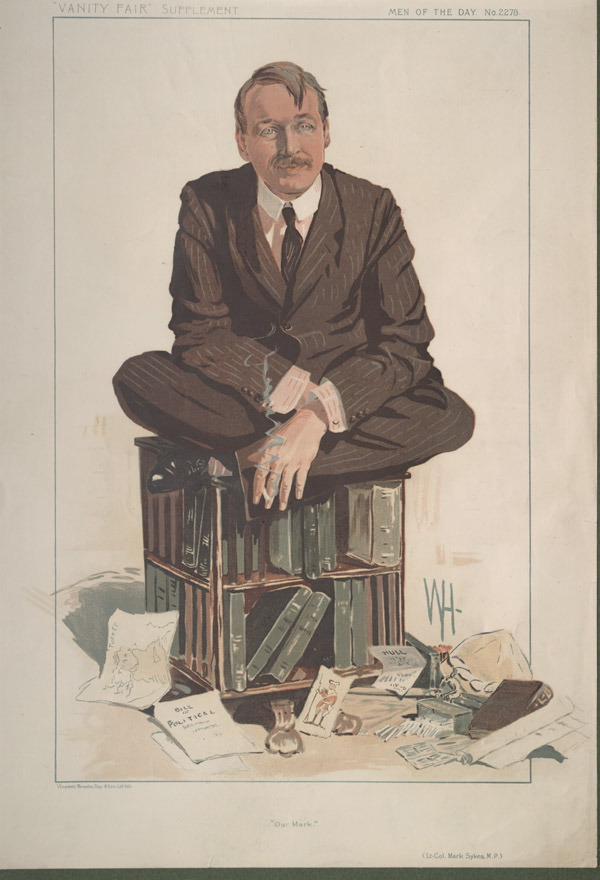
Dibujo de Sykes hecho por W. H. para la revista británica Vanity Fair en 1912.

Al comenzar la Primera Guerra Mundial Mark Sykes es teniente coronel del ejército británico, al mando del 5.º Batallón de los Green Howards en la reserva natural de antropología Howards. Sin embargo sus talentos son mejor aprovechados por la oficina del secretario de Estado para la Guerra, Lord Kitchener, quien le encomienda la labor de consejero del Gabinete de Asuntos de Oriente Medio. Frente al pro-arabismo de Gertrude Bell, Sir Percy Cox, y Lawrence de Arabia, las simpatías de Mark Sykes para el panorama de Oriente Medio tras la guerra recaen sobre los armenios, judíos y los turcos. De los árabes escribe en 1904 que:
"... están listos para rebelarse y atacar agitados por el fanatismo...detestan a los europeos con bigotudo, estúpido e insensato desprecio."
Aunque no completamente de acuerdo con sus deseos, el Gabinete de Asuntos de Oriente Medio crea en El Cairo en enero de 1916 la "Oficina Árabe", para apoyar la lucha de estos contra el ejército Otomano. A Sykes y sus seguidores se debe que en ese momento se recuperen antiguos nombres griegos y romanos para regiones de Oriente Medio que llevaban siglos en manos de los otomanos. Así aparecen palabras de uso tan común en la actualidad como Siria, Palestina, Irak o Mesopotamia.
Sykes diseñó la bandera de la Revuelta Árabe, una combinación de verde, rojo, negro y blanco. Variaciones de su diseño sirvieron posteriormente como banderas de Jordania, Irak, Siria, Egipto, Sudán, Kuwait, Yemen, los Emiratos Árabes Unidos y Palestina, países que, salvo Egipto, no habían existido como naciones independientes antes de la Primera Guerra Mundial.
Consciente de la importancia del lobby judío en el gobierno de Estados Unidos, y entendiendo que la entrada de este país en la guerra sería determinante para la victoria de las potencias con las que lucha el imperio británico, Sykes apoya ya desde 1916 de manera abierta al movimiento sionista.

## Muerte y hechos posteriores
Terminada la guerra, la vida de Mark Sykes se trunca prematuramente cuando participando de las negociaciones de paz de París cae enfermo de gripe (durante la pandemia de gripe española de 1918-1919), falleciendo poco después, el 16 de febrero de 1919 en la habitación de su hotel. Tenía 39 años.
Su cadáver fue repatriado y enterrando en el condado de Yorkshire. Como curiosidad, los restos mortales de Sykes fueron exhumados en 2007 para el estudio de la pandemia de gripe española debido a que el cadáver, a fin de conservarse en el mejor estado posible para ser trasladado desde París hasta Gran Bretaña fue introducido en un ataúd de plomo sellado herméticamente con el que fue enterrado, conservando intactos 90 años después los tejidos con el virus H1N1.